# Nicholas Bett
Nicholas Bett (Uasin Gishu County, 27 januari 1990 – Nandi County, 8 augustus 2018) was een atleet uit Kenia. Hij was gespecialiseerd in de 400 meter horden. Hij werd wereldkampioen in deze discipline in 2015.

## Biografie
Bett behaalde twee bronzen plaatsen op de Afrikaanse kampioenschappen atletiek in 2014: op de 400 meter horden en op de 4x400 meter. In 2015 werd hij op het wereldkampioenschap eerste op de 400 meter horden.
Op de Olympische Spelen van 2016 in Rio de Janeiro maakte hij zijn olympisch debuut. Hij werd in de reeksen echter gediskwalificeerd.
Op 8 augustus 2018 kwam Bett om het leven bij een auto-ongeluk.

## Titels
- Wereldkampioen 400 m horden - 2015

## Persoonlijke records
Outdoor
| Onderdeel    | Prestatie | Datum            | Plaats   |
| ------------ | --------- | ---------------- | -------- |
| 400 m        | 46,76     | 27 januari 2018  | Pretoria |
| 400 m horden | 47,79     | 25 augustus 2015 | Peking   |

1983 Edwin Moses ·
1987 Edwin Moses ·
1991 Samuel Matete ·
1993 Kevin Young ·
1995 Derrick Adkins ·
1997 Stéphane Diagana ·
1999 Fabrizio Mori ·
2001 Félix Sánchez ·
2003 Félix Sánchez ·
2005 Bershawn Jackson ·
2007 Kerron Clement ·
2009 Kerron Clement ·
2011 David Greene ·
2013 Jehue Gordon ·
2015 Nicholas Bett ·
2017 Karsten Warholm ·
2019 Karsten Warholm ·
2022 Alison dos Santos ·
2023 Karsten Warholm
- Gemeinsame Normdatei: 1164169289
- World Athletics: 14425830
- Virtual International Authority File: 231153411862141700005